# Eben im Pongau
Eben im Pongau är en ort och kommun i Österrike. Den ligger i distriktet Sankt Johann im Pongau i förbundslandet Salzburg, 240 km väster om huvudstaden Wien. 
Kommunen består av tre orter (Ortschaften) (inom parentes invånarantal 1 januari 2024):
- Eben im Pongau (2 027)
- Gasthofberg (457)
- Schattbach (167)